# Marino Vanhoenacker
Marino Vanhoenacker (Oostende, 19 juli 1976) is een Belgisch voormalig duatleet en triatleet. 

## Levensloop
Vanhoenacker schreef verschillende Ironmans op zijn naam, waaronder Ironman Austria (8x), Ironman Florida (1x), Ironman South Africa (1x), Ironman Maleisië (1x). Voorts won hij tweemaal zilver en eenmaal een bronzen medaille op het WK triatlon op de lange afstand en tevens won hij eenmaal brons op de Ironman Hawaï. Op 3 juli 2011 won hij de Ironman Austria voor de 6de keer met een nieuwe wereldrecordtijd van 7:45.58. In totaal won hij de wedstrijd in Klagenfurt achtmaal. In 2016 werd hij de nieuwe wereldrecordhouder ironman nadat hij in het Amerikaanse Chattanooga zijn vijftiende Ironmanzege behaalde. Uiteindelijk zou hij er maar liefst zeventien winnen.
Sinds zijn eerste triatlon in 1997, heeft hij er meer dan 70 gedaan, waarvan hij er 29 gewonnen heeft. Zijn eerste grote succes boekte hij in 2005 met het winnen van de Ironman Florida. Een jaar eerder moest hij nog voor de finish uitstappen. In mei 2018 won hij de Ironman Australië. Hiermee was hij de eerste triatleet die op elk bewoond continent een Ironman wist te winnen.
Van beroep is hij topsporter bij Defensie. Hij is lid van de Commerzbank Triathlon Teams.

## Palmares

### Duatlon
- 2000:  WK lange afstand in Pretoria - 2:36.51

### Triatlon
- 2001: 5e Ironman Florida - 8:39.45
- 2002: DNF Ironman Hawaï
- 2003:  Ironman Malaysia - 8:51.29
- 2003: DNF Ironman Austria
- 2003: 54e Ironman Hawaï - 9:20.37
- 2004:  WK lange afstand in Säter - 5:51.10
- 2004: DNF Ironman Frorida
- 2005: 5e EK lange afstand in Säter - 5:57.49
- 2005:  WK lange afstand in Fredericia - 5:41.48
- 2005:  Ironman Florida - 8:28.26
- 2006:  WK lange afstand in Canberra - 6:02.22
- 2006:  Ironman Austria - 8:07.59
- 2006: 6e Ironman Hawaï - 8:24.17
- 2007:  Ironman Austria - 8:06.41
- 2007:  IronMan 70.3 Antwerpen - 3:50.06
- 2007: 5e Ironman Hawaï - 8:23.31
- 2008:  Ironman 70.3 St. Croix - 8:06.11
- 2008:  Ironman Austria - 8:06.11
- 2008:  IronMan 70.3 Antwerpen - 3:45.52
- 2008: 22e Ironman Hawaï - 8:53.14
- 2009:  Ironman South Africa - 8:17.32
- 2009:  IronMan 70.3 Antwerpen - 3:54.18
- 2009:  Ironman Austria - 8:01.38
- 2009: DNF Ironman Hawaï
- 2010:  Ironman Maleisië - 8:22.31
- 2010:  Ironman Austria - 7:52.05
- 2010:  Ironman Hawaï - 8:13.14
- 2011:  Ironman Austria - 7:45.58
- 2012:  Ironman Germany first place (European Ironman Champion)
- 2014:  Ironman 70.3 Sankt Pölten
- 2014:  Ironman 70.3 Luxemburg
- 2014:  Ironman 70.3 Zell-am-See
- 2014:  Ironman Canada
- 2014: 9e Ironman Hawaï
- 2015:  Ironman Brazilië[9]
- 2015:  Ironman Austria
- 2016:  Ironman Chattanooga - 8:12:22
- 2017:  Ironman Mont-Tremblant - 8:21:29
- 2017:  Ironman Australië - 8:14:37